# 阿加爾潘帕區
阿加爾潘帕區（西班牙語：Distrito de Agallpampa），是秘魯的一個區，位於該國西北部拉利伯塔德大區的奧圖斯科省，始建於1941年9月10日，面積258.56平方公里，海拔高度3,117米，2005年人口9,631，人口密度每平方公里37人。